# Light art

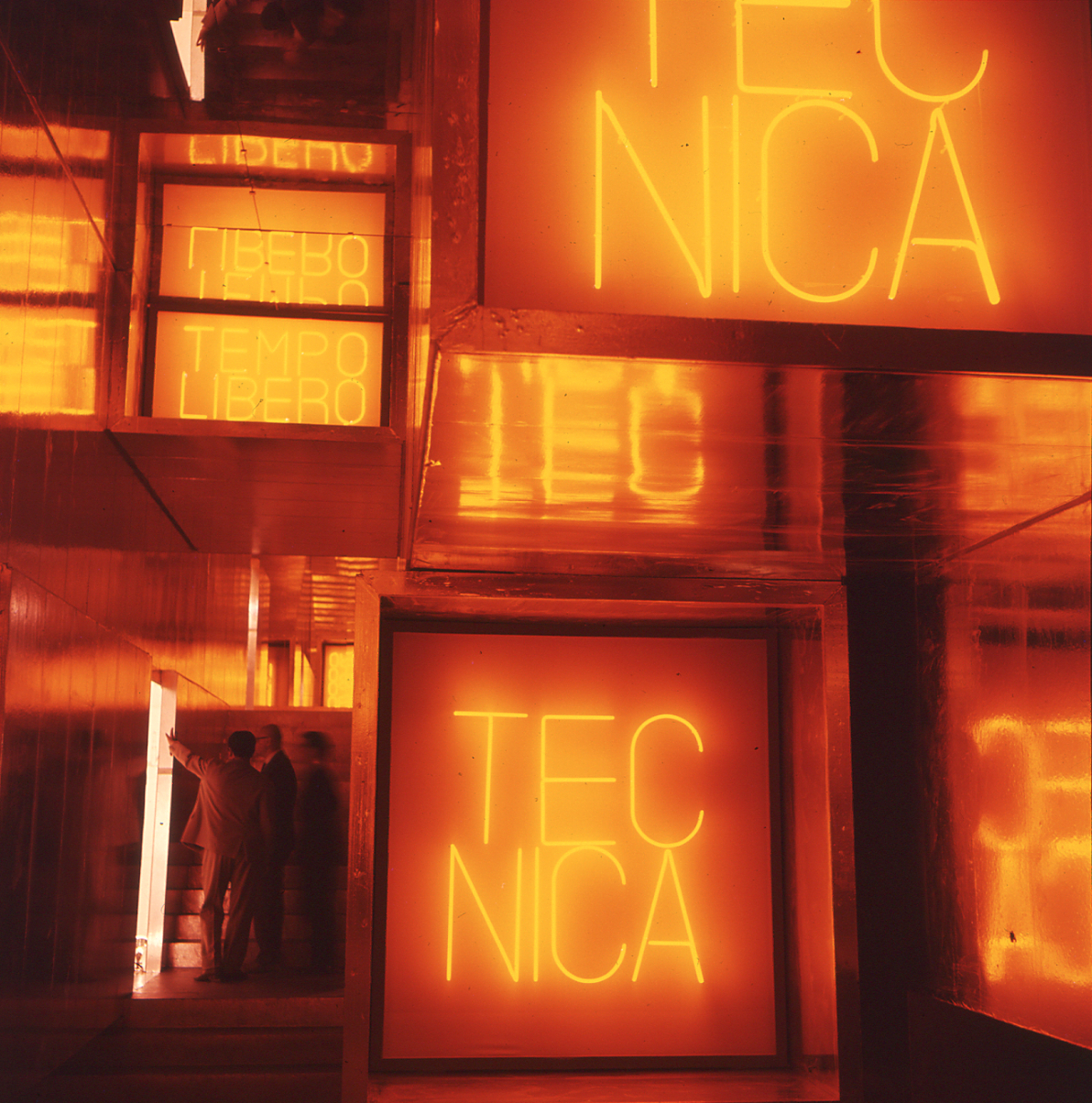
Installation lumineuse sur les escaliers du palazzo dell'Arte, 13ème Triennale de Milan. Photo de Paolo Monti, 1964.

Le light art (littéralement « art lumineux » en anglais) ou art de la lumière est un art visuel dont le principal moyen d'expression est la lumière.

## Historique

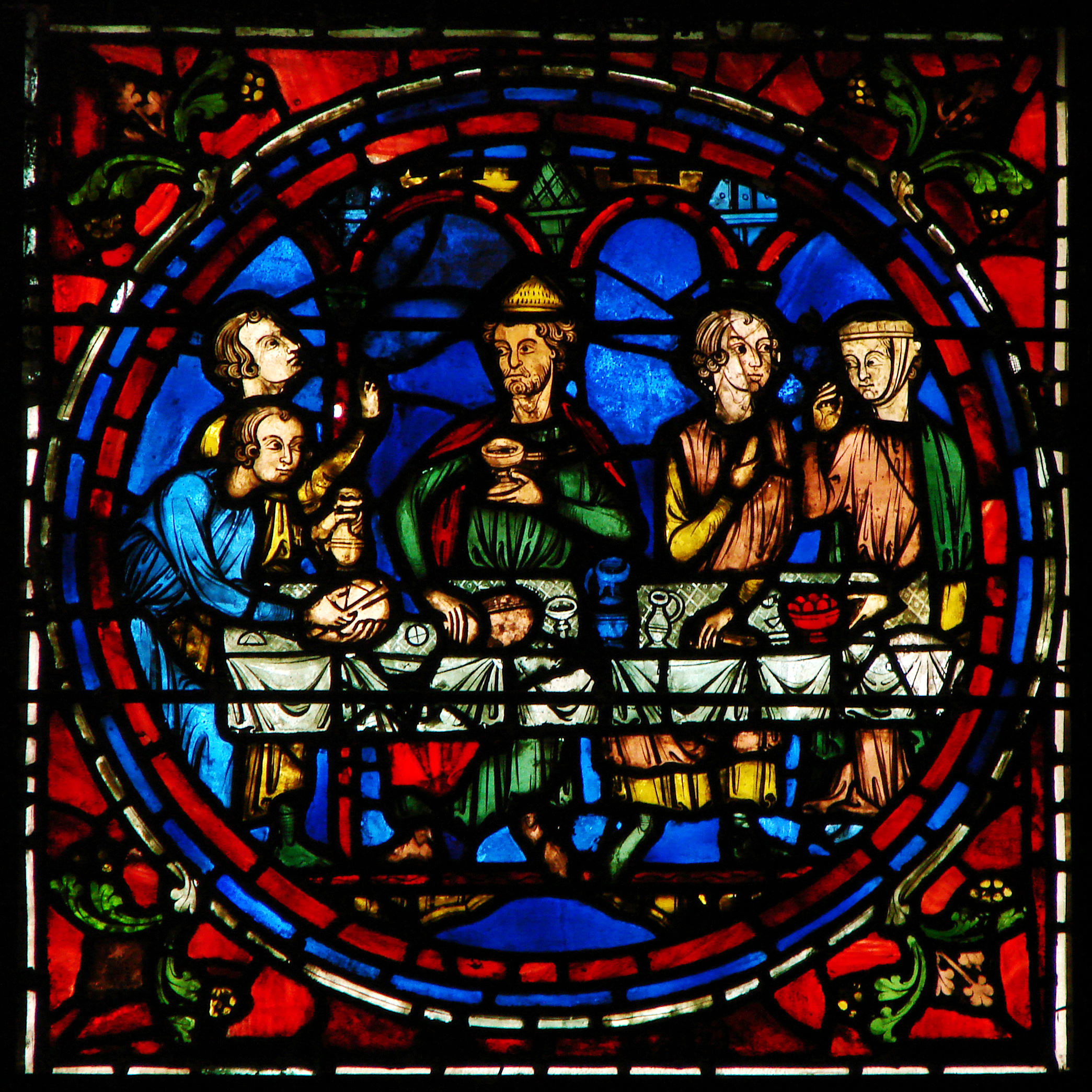
Détail d'un vitrail du XIIIe siècle de la cathédrale Notre-Dame de Chartres.

L'usage de la lumière dans l'art remonte aussi loin que le théâtre d'ombres, où les projections des ombres de marionnettes sont utilisées pour créer des images mouvantes. Une telle forme de marionnettes est décrite dès 380 av. J.-C. par Platon dans son allégorie de la caverne. Les vitraux, permettant de colorer les rayons lumineux, remontent au IVe siècle.
L'invention de l'éclairage électrique à la fin du XIXe siècle permet aux artistes d'utiliser la lumière comme principale forme d'expression, non plus comme simple moyen pour d'autres formes d'art,. L'un des premiers artistes utilisant cette technique est László Moholy-Nagy (1895–1946), un membre du Bauhaus influencé par le Constructivisme,. La lumière et une sculpture mobile sont les composants de son Licht-Raum Modulator (1922-1930), l'une des premières œuvres de light art à intégrer également de l'art cinétique. En 1946, Gyula Kosice utilise des tubes fluorescents dans ses œuvres. Le light art connait une activité importante dans les années 1960 avec des artistes comme Dan Flavin, Bruce Nauman ou James Turrell, qui créent des sculptures et des environnements à partir de lumière diffuse ou de tubes fluorescents. Parmi les artistes importants du mouvement, on peut également citer Chryssa, Lucio Fontana, Gerhard von Graevenitz (en), Joseph Kosuth, Piotr Kowalski, Julio Le Parc, Mario Merz, François Morellet, Maurizio Nannucci ou Martial Raysse. Parmi les artistes contemporains, Yann Kersalé, Chul Hyun Ahn (en), Olafur Eliasson, Spencer Finch (en), Bruce Munro (en), Iván Navarro ou Leo Villareal (en).

## Exemples
Exemples de light artists :
- Grimanesa Amorós (en)
- BIBI
- Frida Blumenberg (en)
- Eberhard Bosslet
- Chryssa
- Ron Cooper (en)
- Waltraut Cooper (en)
- Olafur Eliasson
- Annet van Egmond (nl)
- Spencer Finch (en)
- Ellis D Fogg (en)
- Dan Flavin
- Lucio Fontana
- Juan Garaizabal
- Dominique Gonzalez-Foerster
- Richard Harned (en)
- Michael Hayden (en)
- Jasper Johns
- Gaspare Di Caro
- Manfred Kielnhofer
- Marc Engelhard[9]
- Gyula Kosice
- Piotr Kowalski
- Lili Lakich (en)
- Gilles Larrain
- Frank Malina
- David Medalla (en)
- Anthony McCall
- Molitor & Kuzmin
- Teddy Lo (en)
- Mario Merz
- Éric Michel
- Victor Millonzi (en)
- François Morellet
- Bruce Munro (en)
- Maurizio Nannucci
- Bruce Nauman
- Bill Parker (en)
- Robert Rauschenberg
- Martial Raysse
- Larry Rivers
- John Rosenbaum (en)
- James Rosenquist
- Regine Schumann
- Raphaele Shirley (en)
- Keith Sonnier
- Kraftwerk[10]
- James Turrell
- Tim White-Sobieski
- Stepan Ryabchenko
- Thomas Wilfred

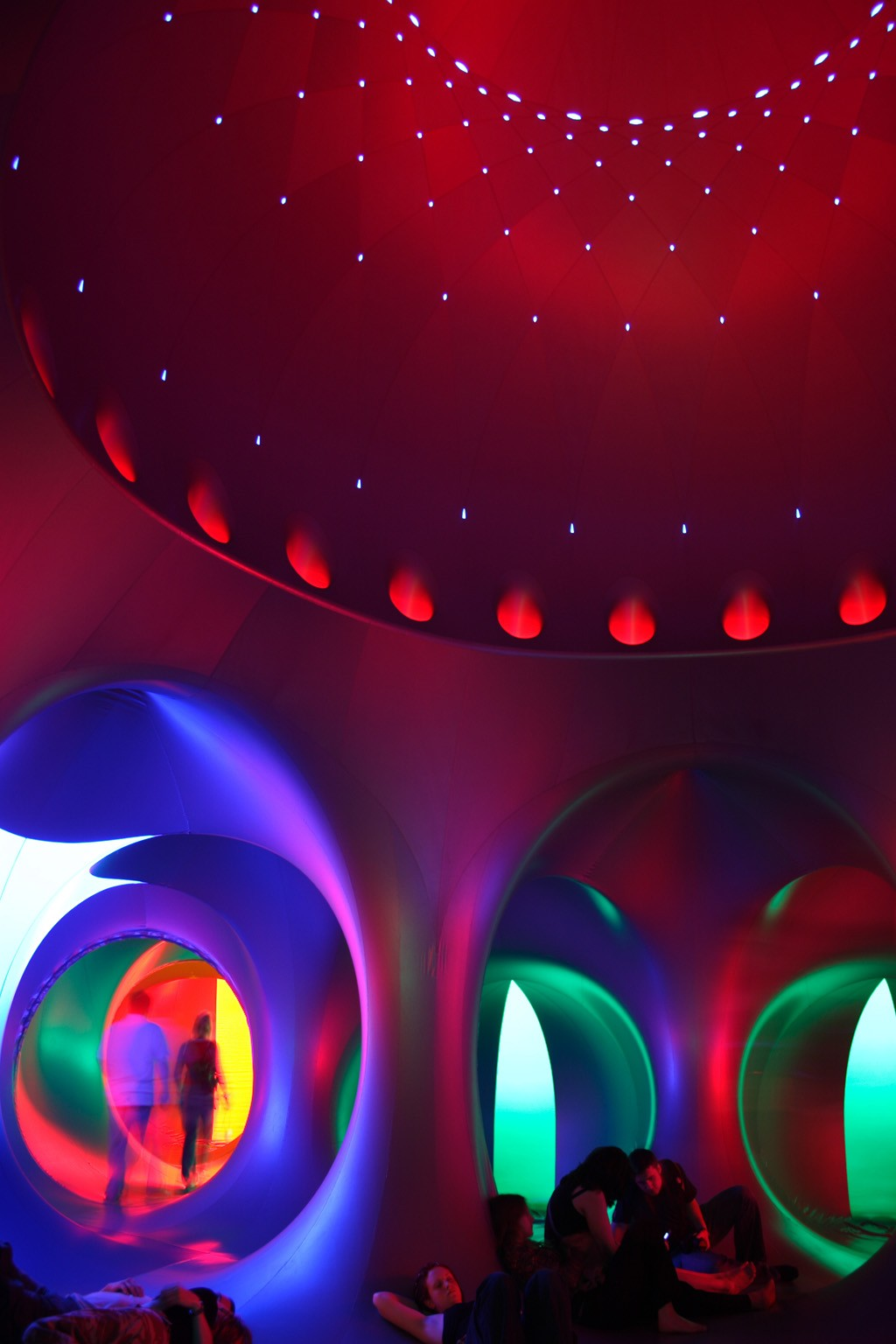
Installation, Richard Osborn.
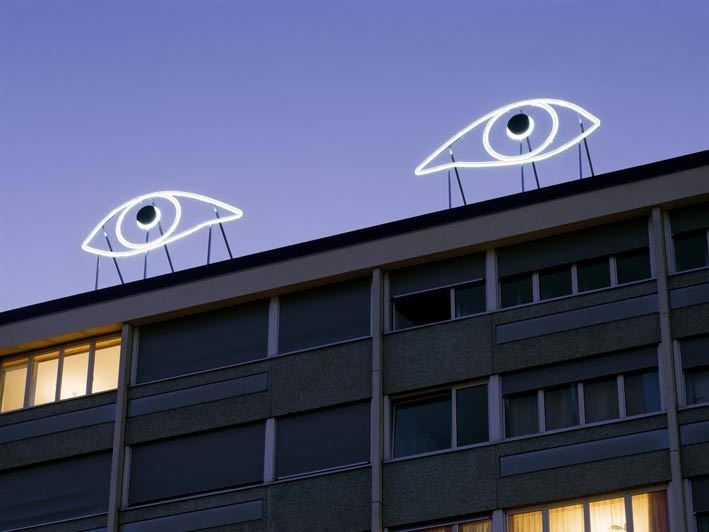
Axis of Silence, Sislej Xhafa.
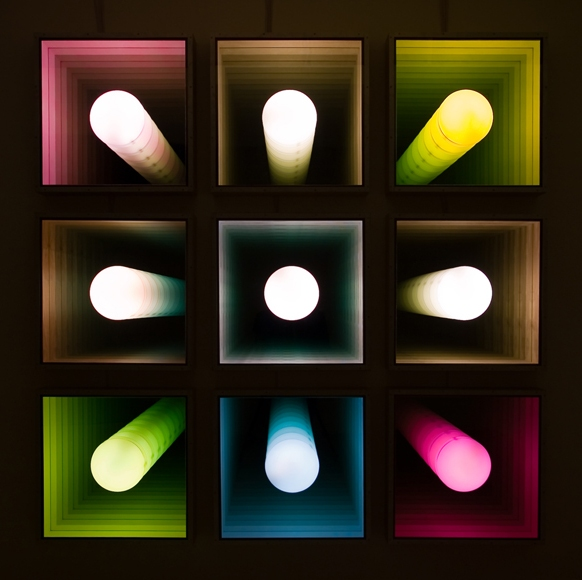
Visual Echo Experiment , Chul Hyun Ahn (2005).
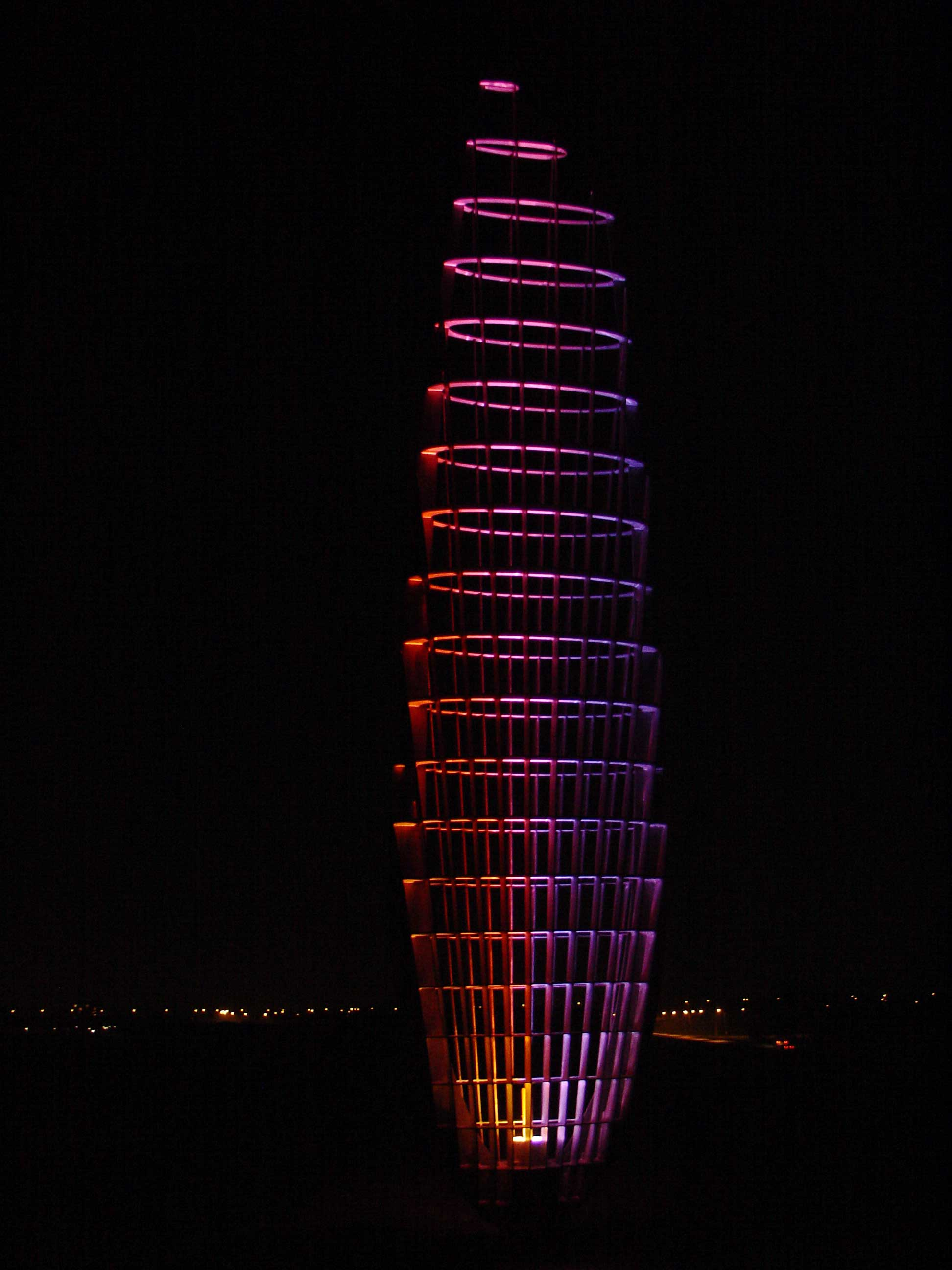
Installation, Rudi van de Wint.
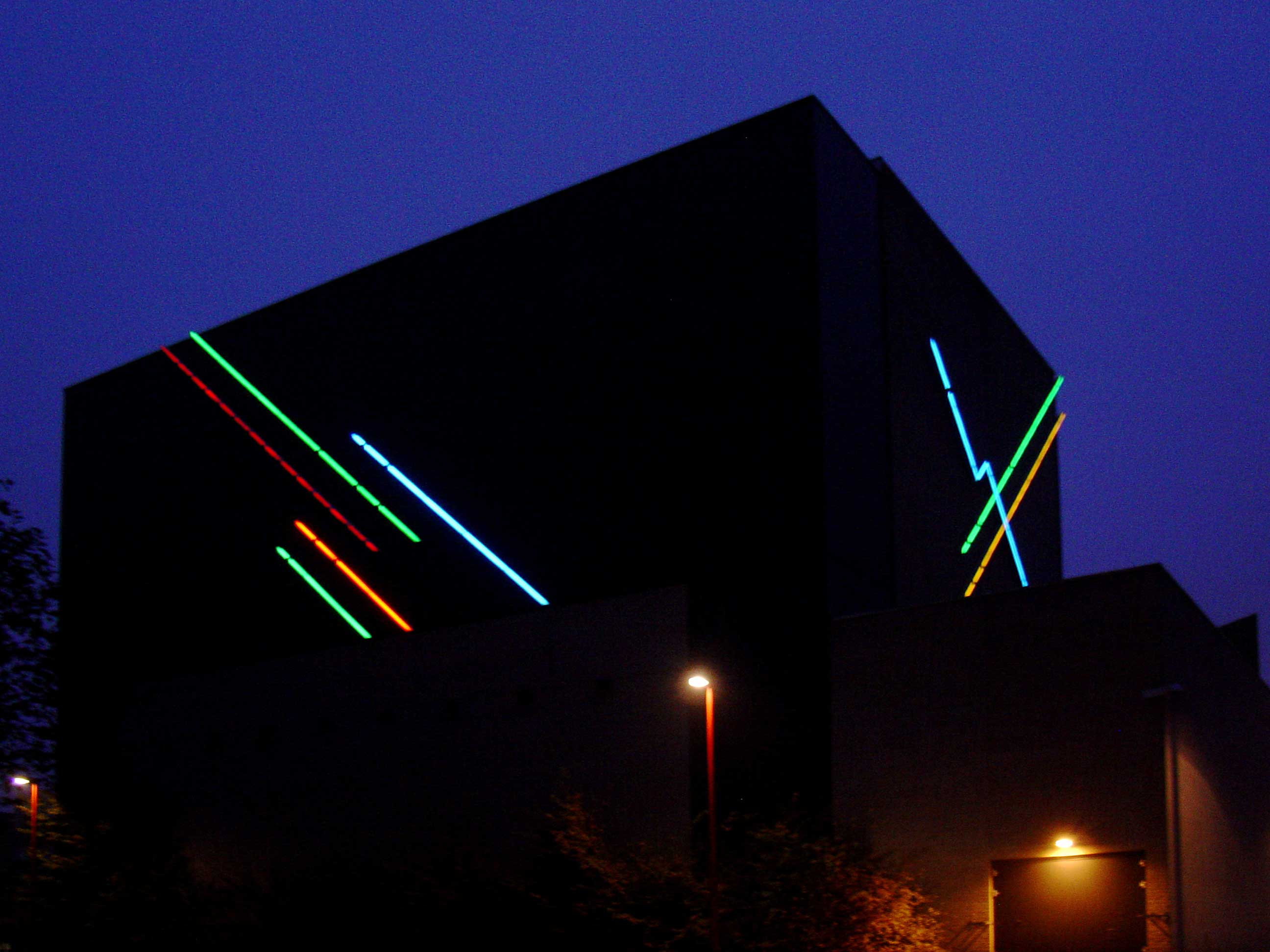
Sans titre, Margot Zanstra
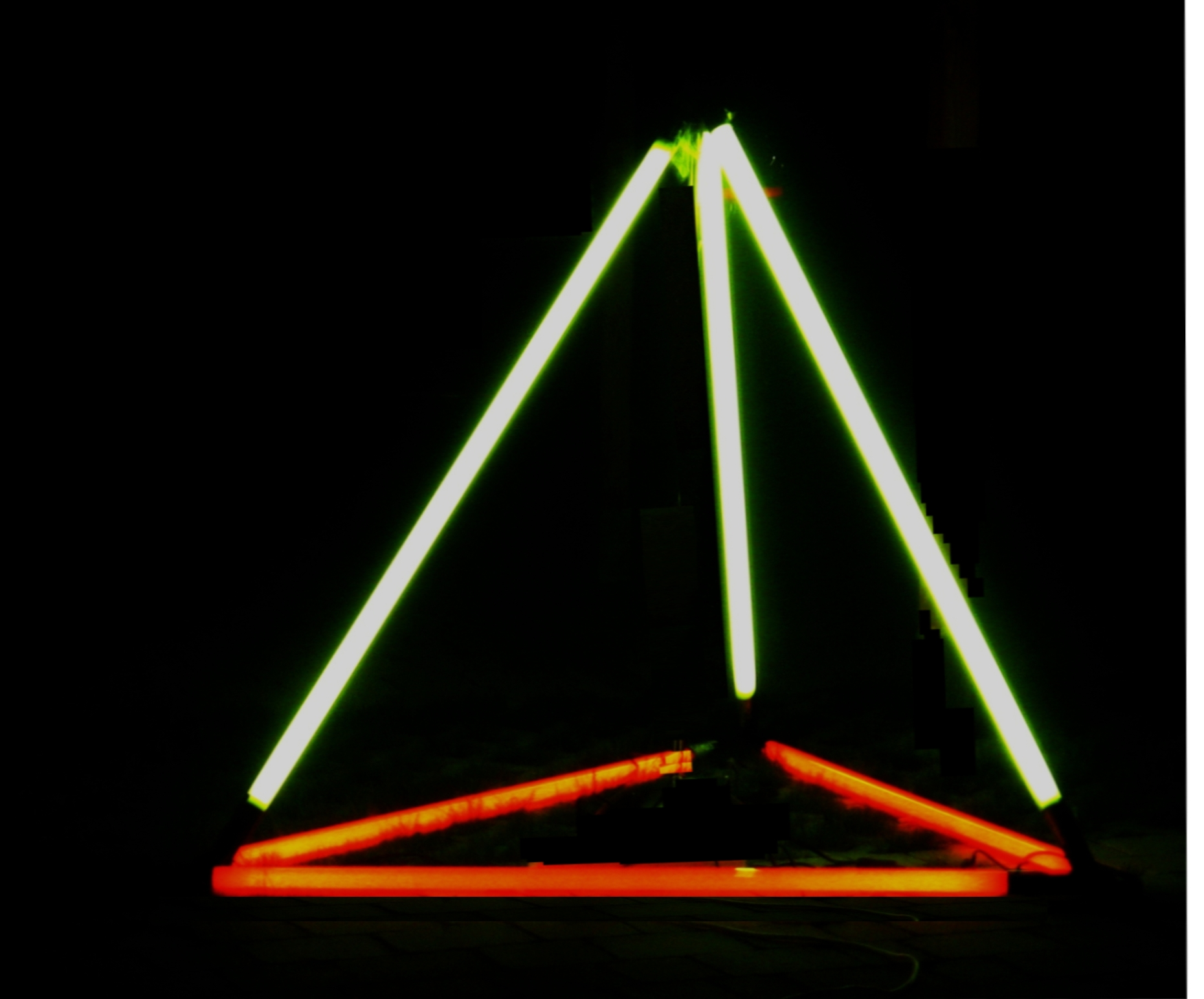
Objet lumineux tétraédrique, Martina Schettina (2010).
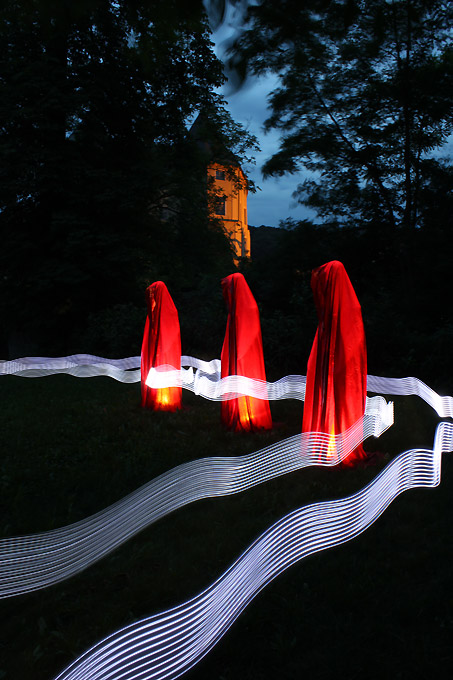
Time Guards / Madonna, Manfred Kielnhofer (2010)
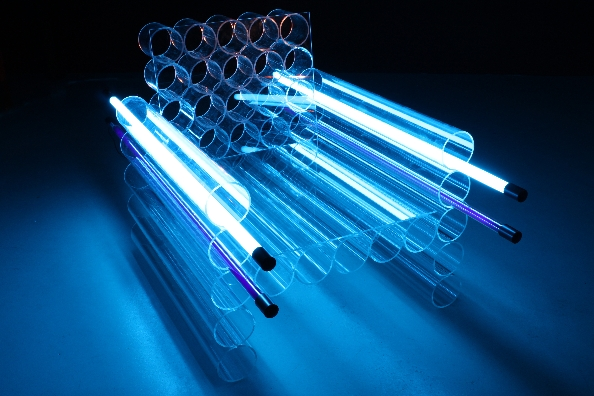
Interlux Chair, Manfred Kielnhofer
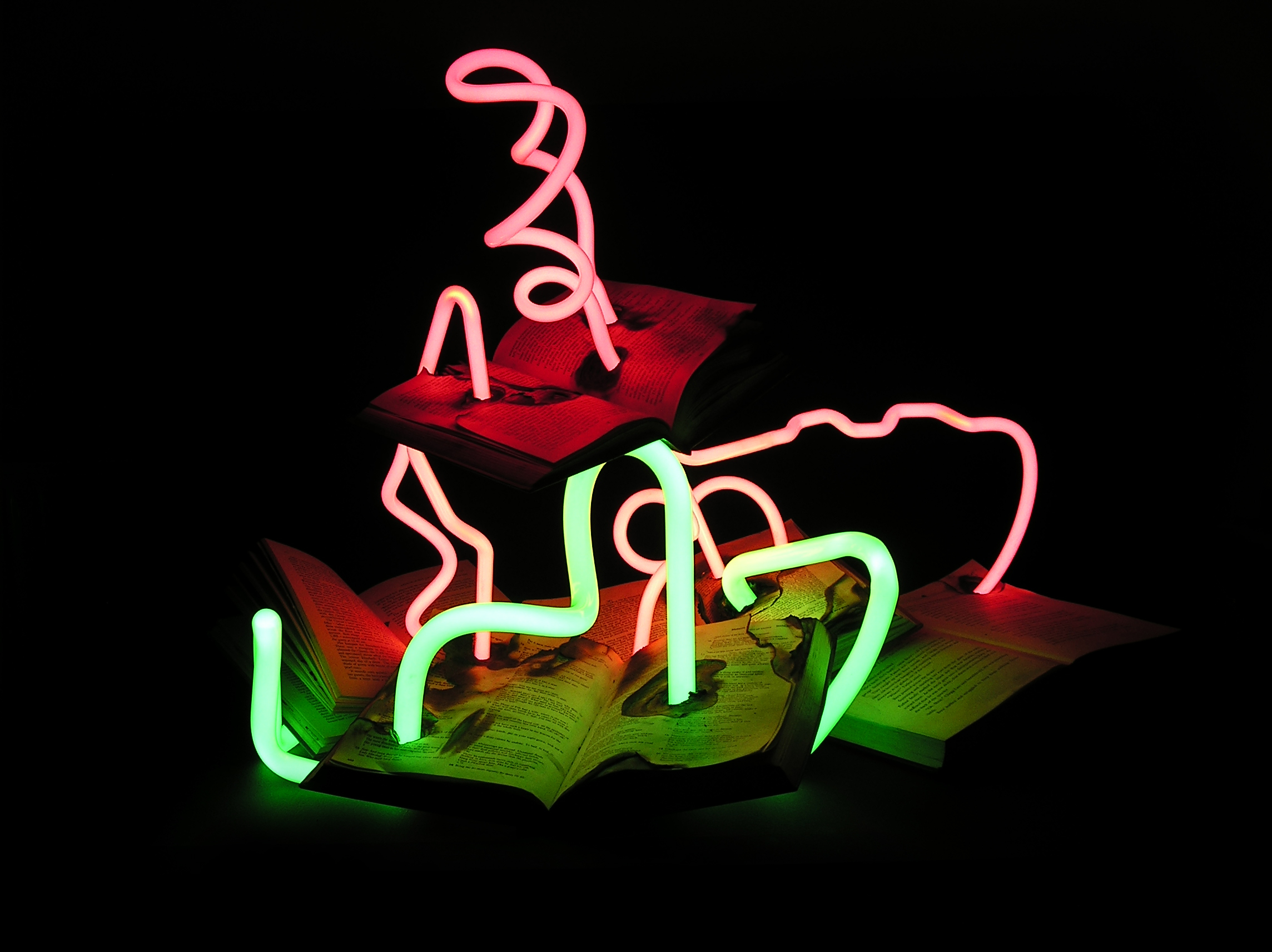
Light Reading, Julia Bickerstaff (2011)
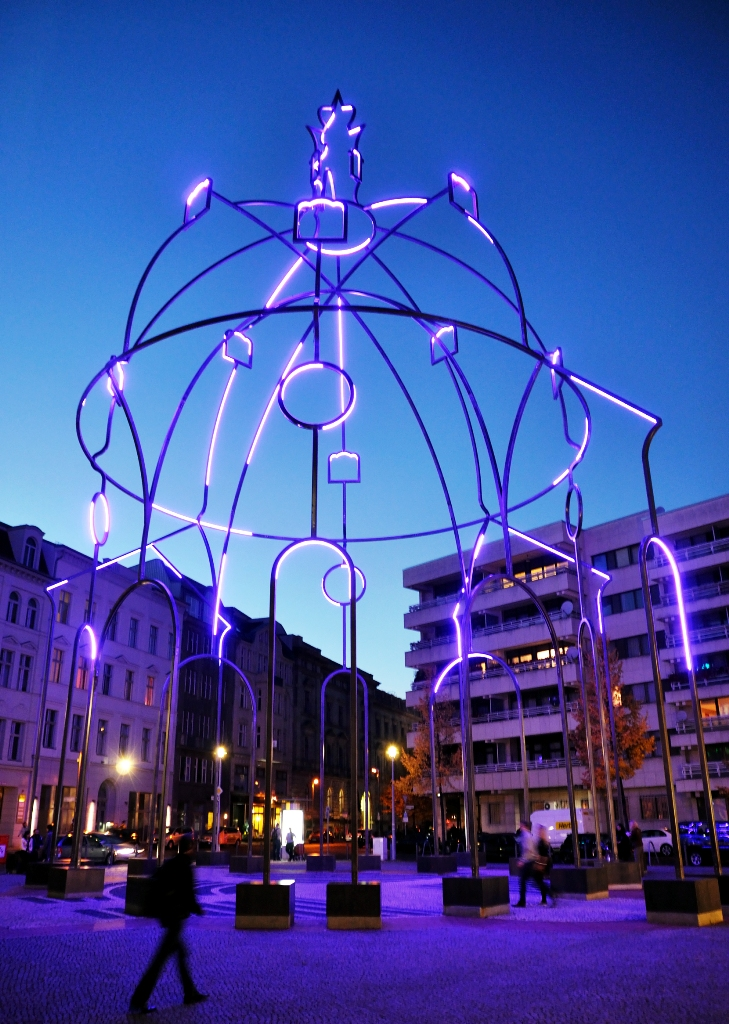
Memoria Urbana Berlin. Sculpture  Lumineuse Monumentale. Allemagne. Juan Garaizabal. 2012
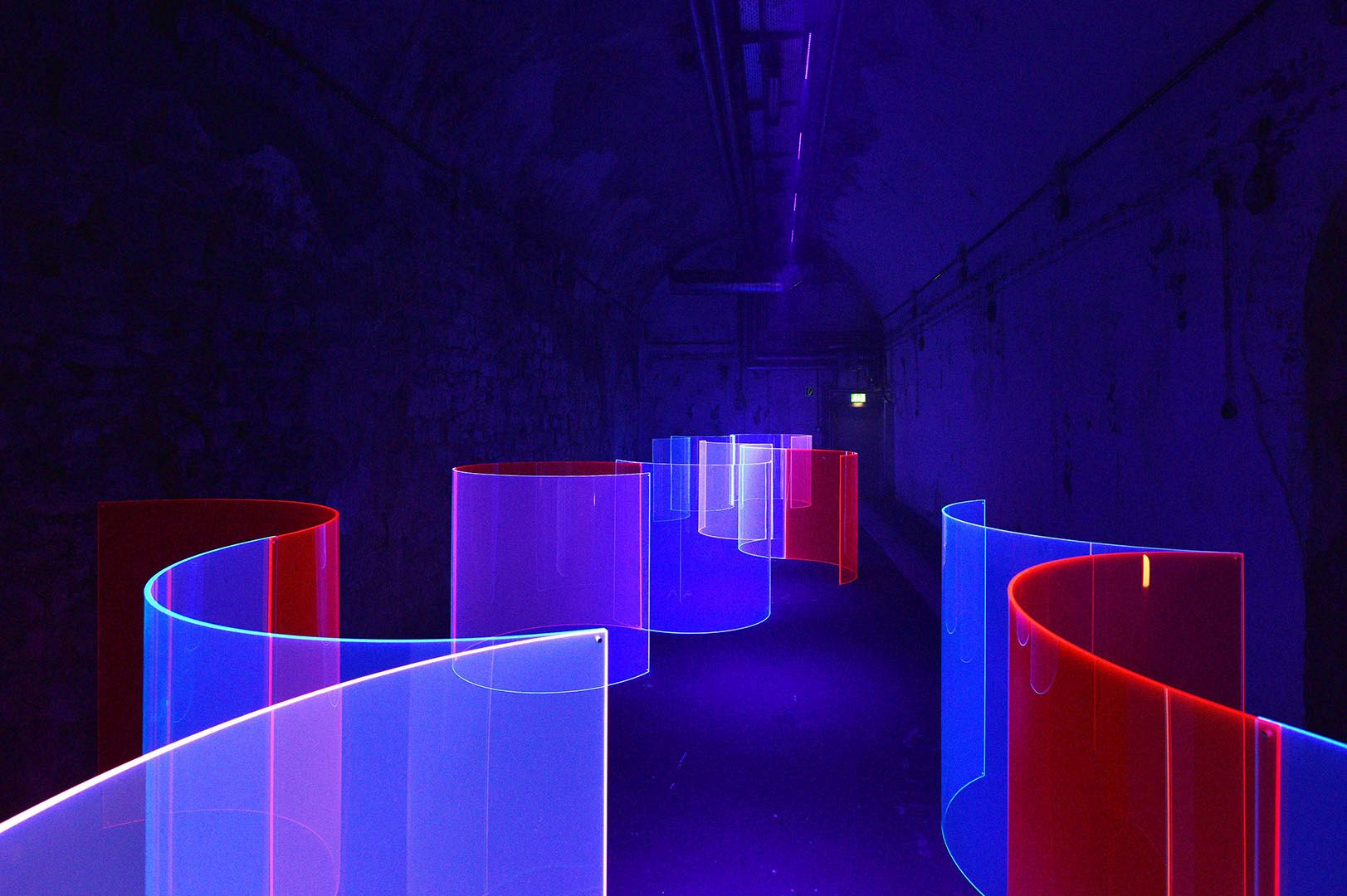
Regine Schumann, ¡Dark!, 2015.
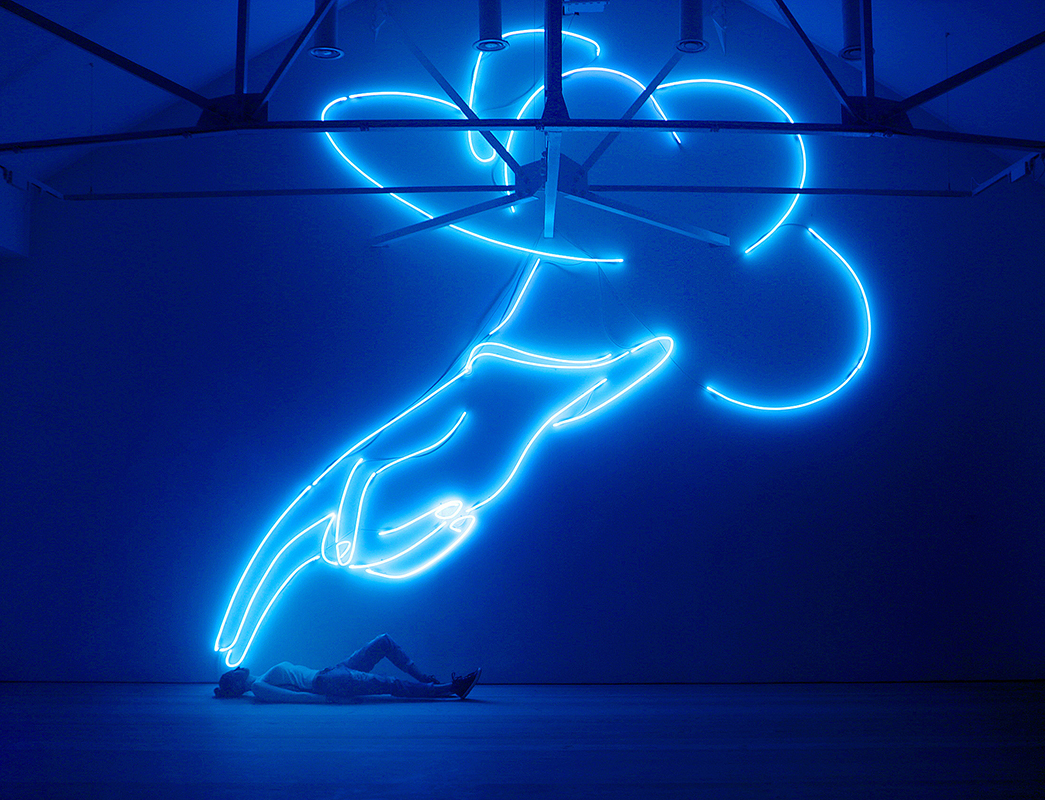
Stepan Ryabchenko, The Blessing Hand, 2012-2013
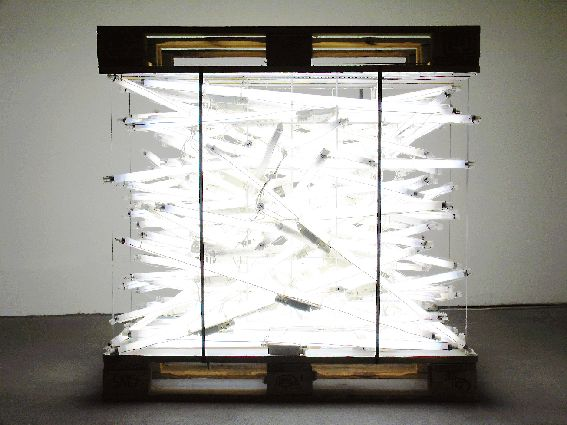
Cargaison, par Molitor & Kuzmin, 1998.